# Demografía del ateísmo
| Ateísmo por país (2024) | Ateísmo por país (2024) | Ateísmo por país (2024) | Ateísmo por país (2024) | Ateísmo por país (2024) |
| ----------------------- | ----------------------- | ----------------------- | ----------------------- | ----------------------- |
|                         |                         |                         | %                       |                         |
| Países Bajos            | Países Bajos            |                         | 42                      | 42                      |
| Suecia                  | Suecia                  |                         | 39                      | 39                      |
| Bélgica                 | Bélgica                 |                         | 39                      | 39                      |
| Reino Unido             | Reino Unido             |                         | 39                      | 39                      |
| Japón                   | Japón                   |                         | 38                      | 38                      |
| Francia                 | Francia                 |                         | 37                      | 37                      |
| Alemania                | Alemania                |                         | 35                      | 35                      |
| España                  | España                  |                         | 32                      | 32                      |
| Australia               | Australia               |                         | 27                      | 27                      |
| Hungría                 | Hungría                 |                         | 25                      | 25                      |
| Canadá                  | Canadá                  |                         | 20                      | 20                      |
| Italia                  | Italia                  |                         | 19                      | 19                      |
| Perú                    | Perú                    |                         | 15                      | 15                      |
| Polonia                 | Polonia                 |                         | 14                      | 14                      |
| Tailandia               | Tailandia               |                         | 12                      | 12                      |
| Estados Unidos          | Estados Unidos          |                         | 12                      | 12                      |
| Singapur                | Singapur                |                         | 10                      | 10                      |
| Chile                   | Chile                   |                         | 9                       | 9                       |
| Turquía                 | Turquía                 |                         | 8                       | 8                       |
| México                  | México                  |                         | 8                       | 8                       |
| Argentina               | Argentina               |                         | 7                       | 7                       |
| Colombia                | Colombia                |                         | 6                       | 6                       |
| Brasil                  | Brasil                  |                         | 5                       | 5                       |
| India                   | India                   |                         | 4                       | 4                       |
| Sudáfrica               | Sudáfrica               |                         | 4                       | 4                       |

Los datos sobre la demografía del ateísmo son difíciles de cuantificar. Si bien la definición de ateo (sin dioses) es precisa, el término suele ser interpretado de forma diferente por distintas culturas y personas, por lo que se torna complicado establecer los límites entre ateísmo, creencias no teístas y diversas creencias tradicionales.
Por otra parte, muchos ateos ocultan su condición, para evitar ser marginados, discriminados e incluso perseguidos en ciertas comunidades con creencias religiosas muy arraigadas.

## Estadísticas y problemas de contabilización
Existen varios motivos por los que es muy difícil realizar estadísticas precisas sobre el ateísmo. Algunos gobiernos han promocionado intensamente el ateísmo mientras que otros lo han perseguido enérgicamente, por lo que las estimaciones sobre el número de ateos en estos países pueden estar sobre o subestimadas.
No existe una metodología estadística unánimemente aceptada para cuantificar la proporción de población atea. El ateísmo no cuenta con una estructura organizacional, y por lo tanto, existe un riesgo elevado de error en los datos. En una encuesta la formulación de las preguntas puede condicionar la respuesta del encuestado. La definición de ateísmo no es única, y dependiendo de la definición usada por el encuestador - que no tiene por qué coincidir con la del encuestado - se obtendrán diferentes resultados. El diseño de una encuesta puede introducir un sesgo debido a la naturaleza de ciertos elementos, tales como la formulación de las preguntas y las respuestas disponibles. El ateísmo es compatible con otras formas de identidad. Algunos ateos también se consideran a sí mismos agnósticos, budistas, jainistas, taoístas o profesan otras creencias filosóficas. Por lo tanto, al elegir entre un número limitado de opciones, algunos ateos pueden usar otros términos para describir sus creencias. En muchas encuestas sobre identificación religiosa se le pide a los entrevistados que se identifiquen como agnósticos o ateos, lo que es fuente de confusión por las diferencias de interpretación de estos términos. También es habitual que solo se tenga en cuenta el número de encuestados que no siguen ninguna religión, lo que engloba a ateos, deístas, agnósticos y seguidores de diversas creencias que no conforman una religión.
Algunas organizaciones de carácter político o religioso que recolectan y proporcionan estadísticas sobre población pueden, intencionada o involuntariamente, proporcionar cifras erróneas sobre el ateísmo. Muchos ateos son, así mismo, contabilizados como cristianos en los archivos eclesiásticos, sobre todo si fueron anteriormente católicos o mormones. Otros grupos cristianos consideran que «una vez que una persona ha sido salvada, esa persona es siempre salva», doctrina conocida como «perseverancia de los santos». Las estadísticas convencionales son recolectadas sobre la base de que la religión es una variable categórica, es decir, el individuo se incluye en una categoría incompatible con las demás, lo cual, en este caso no tiene por qué ser cierto. Por ello, se han diseñado varias metodologías para medir la actitud hacia la religión, incluyendo la diseñada por Louis Leon Thurstone. Esta puede ser una consideración importante entre la gente que tiene actitudes neutras hacia la religión, ya que las normas sociales imperantes pueden influenciar las respuestas de estas personas en encuestas en las que se fuerce a los entrevistados a incluirse en una religión o creencia. Una percepción negativa del ateísmo o la presión de familiares y amigos también puede ser motivo para que algunos ateos oculten su no creencia.

## Ateísmo y ciencia
La relación entre ciencia y religión ha sido objeto de diversos estudios. Ya en 1914 James H. Leuba realizó un estudio en el que obtuvo que el 58 % de los mil científicos elegidos al azar en Estados Unidos no profesaban creencias religiosas o tenían dudas.
El mismo autor repitió el estudio en 1933 obteniendo que esa proporción había aumentado al 67 %.
En 2007 y 2009, la cifra de científicos sin afiliación religiosa en Estados Unidos se estimó en el 62.2 % y 48 %, con un 31.2 % y un 17 %, respectivamente declarándose ateos (como comparación, solo el 17 % de la población estadounidense no tiene afiliación religiosa).
Asimismo, el grado de educación influye de forma considerable en las creencias religiosas.
Según el Eurobarómetro especial 225 de 2005, en el conjunto de la Unión Europea, el 65 % de los encuestados con estudios hasta los quince años o menos creían en un dios, frente al 45 % de creencia entre la población que había continuado sus estudios hasta los veinte años o más.

## Distribución geográfica
Aunque los ateos son minoría en todos los países, son relativamente comunes en Europa, Australia, Nueva Zelanda, Uruguay en los países socialistas y, en mucha menor medida, en los Estados Unidos. 
La Enciclopedia Británica estimó que, en 2007, el 2.3 % de la población se consideraba atea, mientras que el 11.7 % no profesaba ninguna religión.
Es difícil determinar si el ateísmo está creciendo o no. Lo que es seguro es que en algunas partes del mundo (como Europa), el ateísmo y la secularización parece aumentar.
Aunque el número de ateos ha crecido, algunas encuestas muestran que el porcentaje de ateos disminuye. Esto puede ser debido a que la tasa de nacimientos en las sociedades religiosas suele ser mucho mayor.
Según el sitio web Adherents.com, en 2002 el número de «no religiosos, agnósticos y ateos» comprendía en torno al 14 % de la población mundial.
En 2004, la BBC publicó una encuesta realizada en diez países donde el porcentaje de encuestados que «no cree en Dios» variaba entre el 0 % en Nigeria y el 39 % en el Reino Unido, situándose la media de los países estudiados en cerca del 17 %. En torno al 8 % de los encuestados afirmaron ser ateos.
En julio de 2005 el World Factbook de la CIA estima en un 12.5 % el porcentaje de la población mundial sin creencias religiosas, y en torno al 2.4 % la proporción de ateos.

### Europa

Porcentaje de población en Europa que contestó en 2005 que «creían en la existencia de un dios».

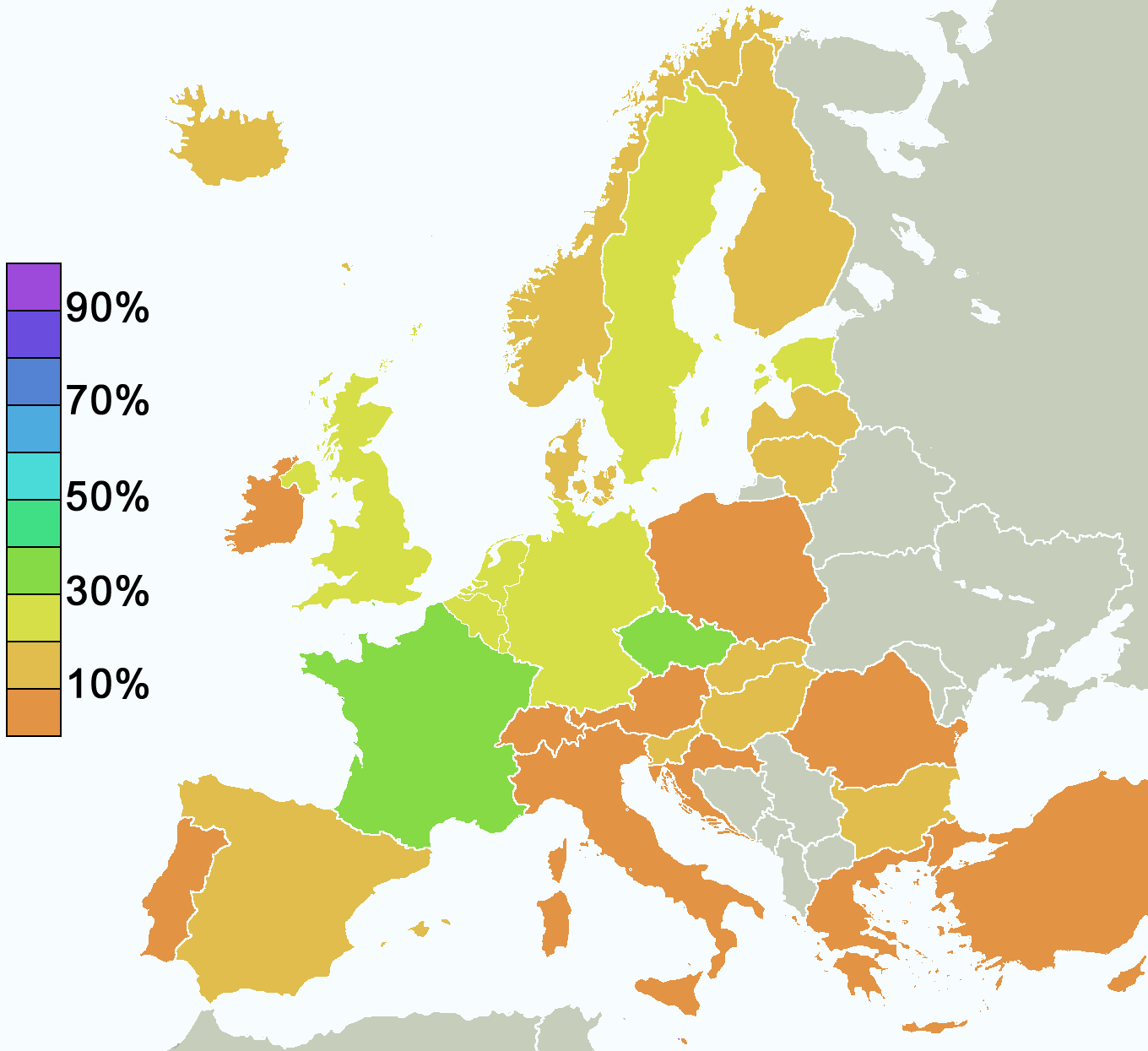
No creencia en la existencia de un espíritu, un dios o fuerza vital por país (Eurobarómetro 2005).

| País            | % Ateos |
| --------------- | ------- |
| Grecia          | 3 %     |
| Portugal        | 5 %     |
| Polonia         | 2 %     |
| Italia          | 6 %     |
| Irlanda         | 6 %     |
| Croacia         | 4 %     |
| Eslovaquia      | 15 %    |
| España          | 8 %     |
| Austria         | 6 %     |
| Lituania        | 1 %     |
| Suiza           | 8 %     |
| Alemania        | 10 %    |
| Hungría         | 5 %     |
| Bélgica         | 19 %    |
| Finlandia       | 5 %     |
| Bulgaria        | 2 %     |
| Reino Unido     | 8 %     |
| Letonia         | 3 %     |
| Francia         | 15 %    |
| Países Bajos    | 14 %    |
| Noruega         | 11 %    |
| Dinamarca       | 16 %    |
| Suecia          | 14 %    |
| República Checa | 25 %    |
| Estonia         | 9 %     |

Varios estudios han caracterizado a Suecia como uno de los países más ateos del mundo. De acuerdo con Davie (1999), el 30 % de los suecos no creen en Dios. En el estudio del Eurostat de 2010, el 18 % de los suecos respondieron que «creían en la existencia de un Dios», el 45 % respondió que «creían en alguna clase de espíritu o fuerza vital» y el 34 % que «no creían en la existencia de ninguna clase de espíritu, Dios o fuerza vital». Estos datos, de acuerdo con el estudio colocaría a Suecia en la tercera posición de los países más ateos de los 28 países de la Unión Europea, después de Francia y la República Checa. En 2001, la Oficina Checa de Estadísticas proporcionó información del censo de los diez millones de habitantes de la República Checa. El 59 % no tenía religión, el 32.2 % era religioso y un 8.8 % no respondió.
En una encuesta de 2006 realizada por el periódico noruego Aftenposten (17 de febrero), de 1006 habitantes de Noruega que respondieron a la pregunta «¿En qué crees?», el 29 % respondió «Creo en un Dios o deidad», el 23 % respondió «Creo en un poder superior sin estar seguro de qué es», un 26 % «No creo en Dios o poderes superiores» y el 22 % respondió «Tengo dudas». En cualquier caso, alrededor del 85 % de la población son miembros de la religión oficial de Noruega, la Iglesia Protestante Luterana. Parte de esta discrepancia se debe a que los noruegos son inscritos en esta iglesia al nacer y que salir oficialmente de ella, si son conscientes de estar inscritos, es un trámite burocrático lento que no reporta beneficios inmediatos.[cita requerida]
En Francia, alrededor del 12 % de la población asiste a algún tipo de servicio religioso más de una vez al mes. En una encuesta de 2003, el 54 % de los encuestados se identificaron a sí mismos como creyentes, el 33 % como ateos, el 14 % agnósticos y el 26 % como indiferentes.
Sin embargo, o los resultados de la encuesta son erróneos o las categorías no son mutuamente excluyentes, ya que la suma de porcentajes es del 127 %. De acuerdo con otra encuesta diferente, el 32 % de los franceses se declara ateo y un 32 % agnóstico.
En el Reino Unido, una encuesta de la BBC realizada en 2004 obtuvo que el 50 % de los encuestados no creían en un Dios, mientras que una encuesta de YouGov del mismo año obtuvo que el porcentaje de no creyentes era del 35 %, con un 21 % de indecisos.
En la encuesta de YouGov, los hombres mostraron una menor tendencia a creer que las mujeres, y los jóvenes mostraron un menor grado de creencia en un Dios que los mayores.
A principios de 2004 se anunció que el ateísmo sería enseñado en las clases de educación religiosa en el Reino Unido.
Un portavoz de la Qualifications and Curriculum Authority (autoridad de calificaciones y currícula) declaró: «Hay muchos niños en Inglaterra que no tienen afiliación religiosa y sus creencias e ideas, sean las que sean, deberían ser tomadas muy en serio». Hay también un considerable debate en el Reino Unido sobre el estatus de las escuelas religiosas, que usan criterios de selección tanto académicos como religiosos. En un estudio de 2009 se informó que dos tercios de los adolescentes del Reino Unido no creen en Dios.
En España el Centro de Investigaciones Sociológicas realiza encuestas (denominadas «barómetros») cada mes, una de cuyas preguntas trata sobre cómo se define el encuestado a sí mismo en materia religiosa. La respuesta «ateo» ha seguido una tendencia creciente a lo largo de los años, siendo escogida por un 3.5 % en la primera encuesta del actual modelo en 1998 y por una horquilla de entre el 7.2 % y el 9.5 % de ateos en 2012 y 2013. La respuesta «no creyente» también ha seguido una tendencia creciente desde el 10.2 % en 1998 hasta una horquilla de entre el 13.6 % y el 16.5 % en 2012 y 2013.[actualizar]
La situación del ateísmo es compleja en Rusia. De acuerdo con varias encuestas del Centro Levada, el 30 % de los encuestados se autodescribieron como no religiosos, agnósticos o ateos. Aunque hay un 66 % de ortodoxos y un 3 % de musulmanes en Rusia, solo el 42 % de la población confía totalmente en las organizaciones religiosas, y solo el 8 % asiste regularmente a los oficios (al menos una vez al mes).

### Norteamérica

#### Estados Unidos
Una encuesta de 2004 de la BBC mostró que en los Estados Unidos el 9 % de la población no creía en un Dios. Una encuesta de Gallup realizada en 2005 mostró que menos del 5 % de la población creía que Dios no existe. El informe ARIS de 2001 concluyó que mientras que 29.5 millones de estadounidenses (14.1 %) se describen a sí mismos como «sin religión», solo 902 000 (0.4 %) afirman positivamente ser ateos, con otros 991 000 (0.5 %) siendo agnósticos.
En el informe ARIS publicado el 9 de marzo de 2009 se indica que, en 2008, 34.2 millones de estadounidenses (15.0 %) afirmaban no tener religión. De ellos, el 1.6 % de los encuestados explícitamente se definieron como ateos o agnósticos, el doble que en el informe ARIS anterior (de 2001). La mayor proporción de no afiliados se registró en Vermont, con un 34 % de los encuestados. Estas cifras coinciden con las proporcionadas por el Centro de Investigación Pew, que estimó en 2008 que el 16.1 % de la población no seguía ninguna religión, siendo agnósticos el 2.4 % y ateos el 1.6 %.

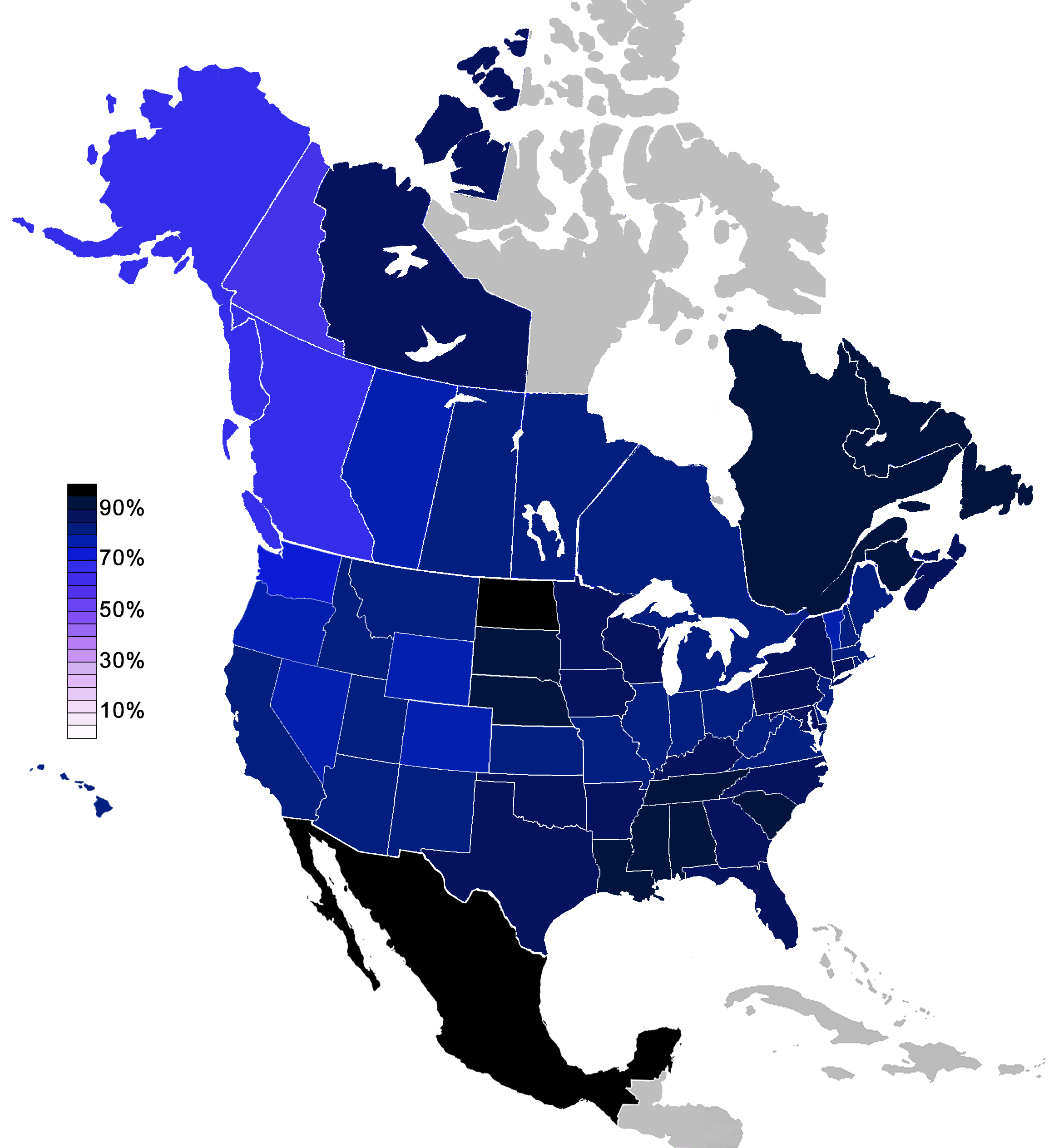
Porcentaje de población en Norteamérica que se identifica con una religión (2001).

La Primera Enmienda a la Constitución de los Estados Unidos establece que «el Congreso no promulgará ninguna ley para establecer una religión o prohibir el libre ejercicio de ella...». Esto, junto que la cláusula de «no prueba de religión» es usado para apoyar la separación entre la Iglesia y el Estado por sus defensores. El sistema judicial estadounidense han interpretado regularmente que la Constitución protege la libertad de los no creyentes, al mismo tiempo que prohíbe el establecimiento de una religión estatal.
En el caso Junta de Educación del Distrito Escolar Kiryas Joel Village vs. Grumet, el juez Souter dictó que en opinión de la Corte, «el gobierno no debería dar preferencia a una religión sobre otra, o a la religión sobre la irreligión».
En el caso de Everson vs. la Junta de Educación se dictaminó que «ni un Estado ni el Gobierno Federal puede [...] promulgar leyes que apoyen a una religión, apoyen a todas las religiones o den preferencia a una religión sobre otra». Esta sentencia decretó la aplicación de la Cláusula de establecimiento tanto a los Estados como al Gobierno Federal.
Curiosamente, varias constituciones estatales supeditan la protección de los ciudadanos contra la discriminación religiosa a su reconocimiento de la existencia de una deidad. Estas cláusulas constitucionales no han sido aplicadas. Además, algunas constituciones estatales (Arkansas, Pensilvania, Carolina del Sur y Carolina del Norte) prohíben a los ateos ejercer cargos electos, violando el Sexto Artículo de la Constitución de Estados Unidos. Estas cláusulas posiblemente no sean aplicables.
En el caso El Distrito Escolar Unificado de Elk Grove vs. Newdow, después de que un padre objetara la expresión «bajo un Dios» en el Juramento de Lealtad, la Corte del Noveno Juzgado de Apelaciones encontró la expresión inconstitucional. Aunque la decisión estaba pendiente de apelación, existió la posibilidad de que el juramento dejara de ser utilizable legalmente sin modificaciones en las escuelas del oeste de Estados Unidos, sobre las que el Noveno Juzgado tenía jurisdicción. Esto dio como resultado un gran revuelo político, con las dos cámaras del Congreso promulgando resoluciones condenando la decisión. Un gran grupo de senadores y congresistas apareció por televisión a la entrada del Congreso con la mano en el pecho recitando el juramento y gritando «bajo un Dios». El Tribunal Supremo finalmente anuló la decisión dictaminando que Michael Newdow no tenía base legal para presentar la demanda, desestimando el caso sin pronunciarse sobre la constitucionalidad del juramento. Respecto a esto, los ateos resaltan que la expresión «bajo un Dios» no estaba originalmente en el juramento de lealtad, sino que fue añadida en 1954 durante la Guerra Fría como oposición al ateísmo de estado oficial en la Unión Soviética.
Cuatro años más tarde, la expresión In God We Trust empezó a imprimirse en los billetes americanos.
La encuesta ARIS realizada en 2009 indica que la falta de identidad religiosa aumentó en todos los estados entre 1990 y 2008.
Sin embargo, menos del 2 % de la población se considera atea.

#### Canadá
El ateísmo es más prevalente en Canadá que en los Estados Unidos, ya que entre un 19 y un 30 % de la población mantiene puntos de vista ateas o agnósticas. Según el censo canadiense de 2001, el 16.2 % de la población no tiene una afiliación religiosa, aunque no registra estadísticas concretas sobre el ateísmo. En los centros urbanos estas cifras son significativamente superiores. Así, el censo indica que 42.2 % de los residentes en Vancouver no tienen afiliación religiosa. Un estudio de 2008 determinó que el 23 % de los canadienses afirmaban «no creer en un Dios».

#### México
La separación entre Iglesia y Estado está garantizada por la artículo 130 de la Constitución de México, que también establece que los líderes religiosos no pueden ocupar cargos electos. La mayor parte de la población mexicana se identifica con el catolicismo (89 %).
El censo de México del 2010 por el INEGI mostró que 4.9 % de los mexicanos no tiene religión, comparado con un 0.6 % en 1960 y 3.5 % en el año 2000.

#### Centroamérica
En Guatemala, los censos nacionales no realizan estudios sobre la afiliación religiosa en el país. Según una encuesta hecha en 2008, el 18.3 % de los guatemaltecos se describen a sí mismos como «no religiosos». A pesar de tener un porcentaje significante de gente no religiosa o ateos, eso no afecta en cuanto a la práctica y tradiciones, y alrededor de tres cuartas partes de la población confía en la Iglesia. A diferencia de México, el catolicismo ha descendido gradualmente en este país a favor de las iglesias protestantes, aunque también han crecido los ateos y gente sin afiliación religiosa.
Según una encuesta sobre actitudes religiosas conducida en 2007 por la Universidad de Costa Rica, alrededor del 11.3 % se identifican como ateos y agnósticos. La encuesta también muestra que el 70 % de la población es católica, aunque solo el 44 % son practicantes. El crecimiento del ateísmo, a diferencia de otros países centroamericanos, sí afecta en las prácticas religiosas y tradiciones, menos de un 10 % asiste a la Iglesia todos los días.
En países como El Salvador, es difícil determinar con exactitud sobre el porcentaje de ateos o gente sin religión, ya que los resultados en estudio distan en gran medida de otro. Según un estudio de la Universidad José Simeon Cañas en 2009, el 8.9 % de los salvadoreños afirmaban no tener ningún tipo de religión o ser ateos y agnósticos,
sin embargo, otro estudio realizado en 2010 dice que el 24 % de los salvadoreños no son religiosos y el 10.5 % ateos o agnósticos.
En Nicaragua, el ateísmo e irreligiosidad sí ha crecido constantemente sin altibajos. Según el censo del 2005, el 15.7 % de los nicaragüenses son ateos o no creyentes, creciendo de un 10.5 % en 2000 y un 8.5 % del censo de 1995.

### Sudamérica

#### Perú
En una encuesta de WIN International, realizada con apoyo de Datum Internacional, el 92 % de peruanos afirmó su creencia en Dios, mientras el 72 % dijo que se consideraba religioso, el 20 % no religioso y solo un 3 % se declaró como ateo.

#### Uruguay
Uruguay es el país con mayor porcentaje de ateos en todo el hemisferio occidental y se coloca entre las primeras veinte naciones menos religiosas del mundo. Según el censo del Instituto Nacional de Estadísticas conducido en 2006, alrededor del 40.4 % de los uruguayos no se identifica en ninguna religión, siendo el 17.2 % ateos y agnósticos y el 23.2 % creyentes sin afiliación religiosa. Otro estudio realizado por Kaufmann en 2010, la proporción de uruguayos sin religión varía del 29 % al 53 %, aunque la media aprobada fue 47 % y de estos la mitad eran ateos (23.5 %) y el resto en su mayoría agnósticos. Según una encuesta del CID-Gallup en 2006, el 64 % de los uruguayos no consideran la religión como parte importante de sus vidas. La secularización y ateísmo en Uruguay es muy parecido al de Europa. A partir de la década de 1920, los uruguayos se refieren Semana Santa como Semana de Turismo.

#### Chile
Según el censo más reciente sobre religión de la Encuesta Bicentenario 2019, el 10 % de los ciudadanos chilenos asegura ser ateo frente a un 45 % de católicos y un 18 % de protestantes.

### Asia

#### Israel
En Israel, cerca del 50 % de los israelíes nacido étnicamente judío se considera secular o jiloní, y aunque algunos de ellos todavía mantienen ciertas tradiciones religiosas por motivos culturales, la mayoría se encuentra inmersa en la cultura secular judía. El número de ateos y agnóstico se encuentra entre el 15 y el 37 %.

#### Japón
En Japón 61 % de la población se considera no religiosa. Así el Budismo representa 31 % y el Shinto 3 % de la población japonesa, en una encuesta en 2006, el 52 % de japoneses respondieron que la religión no era importante en sus vidas.

#### China
En la República Popular de China, el 59 % de la población afirma no ser religiosa. Sin embargo, esta proporción podría ser realmente significativamente mayor (hasta un 80 %) o menor (hasta un 30 %) porque algunos chinos definen la religión de forma diferente. Parte de la población china define la religión como la práctica de costumbres tradicionales, mientras que otra parte la define como creer positivamente en una salvación o reencarnación. De acuerdo con las encuestas realizadas por Phil Zuckerman para Adherents.com en 1993, el 59 % de la población china (unos setecientos millones) era no religiosa, y hacia 2005 entre el 8 y el 14 % (entre cien y ciento ochenta millones) era atea (Véase Religión en la República Popular China).

### Oceanía
En el censo de población de Australia de 2006, a la pregunta «¿Cual es su religión?», el 18.7 % marcó la casilla Sin religión o escribió una respuesta que se clasificó como no religiosa (humanista, ateo...), lo que representa un aumento del 3.2 % con respecto al censo de 2001. Esta pregunta era optativa, y un 11.2 % no la respondió.
Es frecuente que haya campañas con cierto éxito para que la gente se describa como practicantes de religiones no convencionales, como la religión Jedi.
A la pregunta «¿Cual es su religión?» del censo de población de Nueva Zelanda de 2006, el 34.7 % de los que respondieron indicaron que no tenían religión y el 12.2 % no respondió.

### África
África es el continente con menor proporción de ateos. Todas las fuentes coinciden en situar dicha proporción entre el 0.05 y el 0.06 % de la población africana. En un estudio auspiciado por la BBC, en todos los países estudiados el porcentaje de ateos, agnósticos o no creyentes se situó por debajo del 1 %. En otros estudios se obtuvo que la cifra de no religiosos se situó en el 2.7 % para el Congo, 4 % en Zimbabue y Namibia, 1.5 % en Angola y República Centroafricana y 5 % en Mozambique. Una encuesta de Gallup dio como resultado que el 11 % de los sudafricanos eligieron «ninguna» como respuesta a la pregunta de cuál era su religión.